# Aba (Sichuan)
Pour les articles homonymes, voir Aba.
La ville d'Aba (tibétain : Ngawa ou Ngaba) est le chef-lieu du xian d'Aba, situé sur le territoire de la Préfecture autonome tibétaine et qiang d'Aba dans le Nord-Ouest du Sichuan, en Chine. 
Elle se situe sur le plateau tibétain à une altitude de 3 200 mètres. Sur le xian d'Aba, on dénombre 70 000 habitants, dont 8 000 sont des moines du bouddhisme tibétain. Il y a 37 monastères dans cette région, dont 2 dans la ville d'Aba.

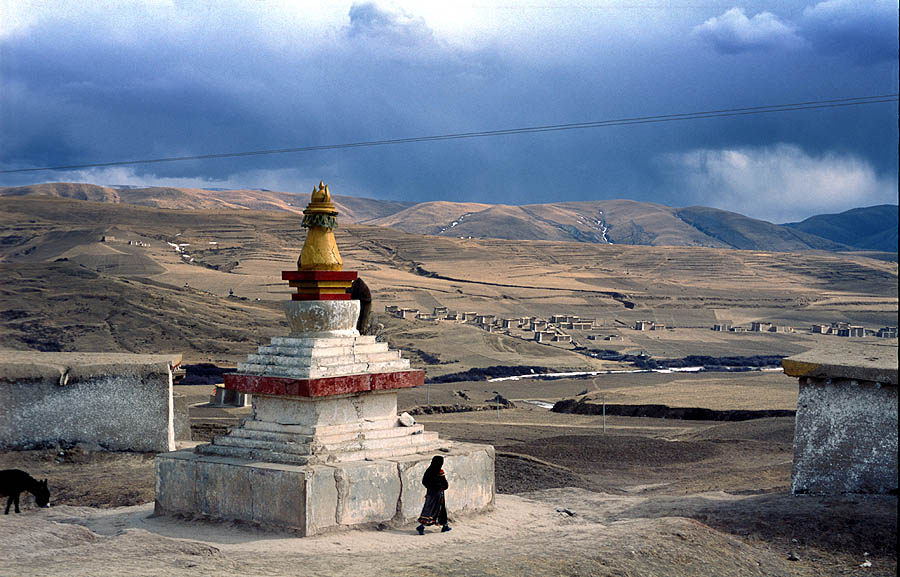
Stupa bouddhiste et village. Février 2003
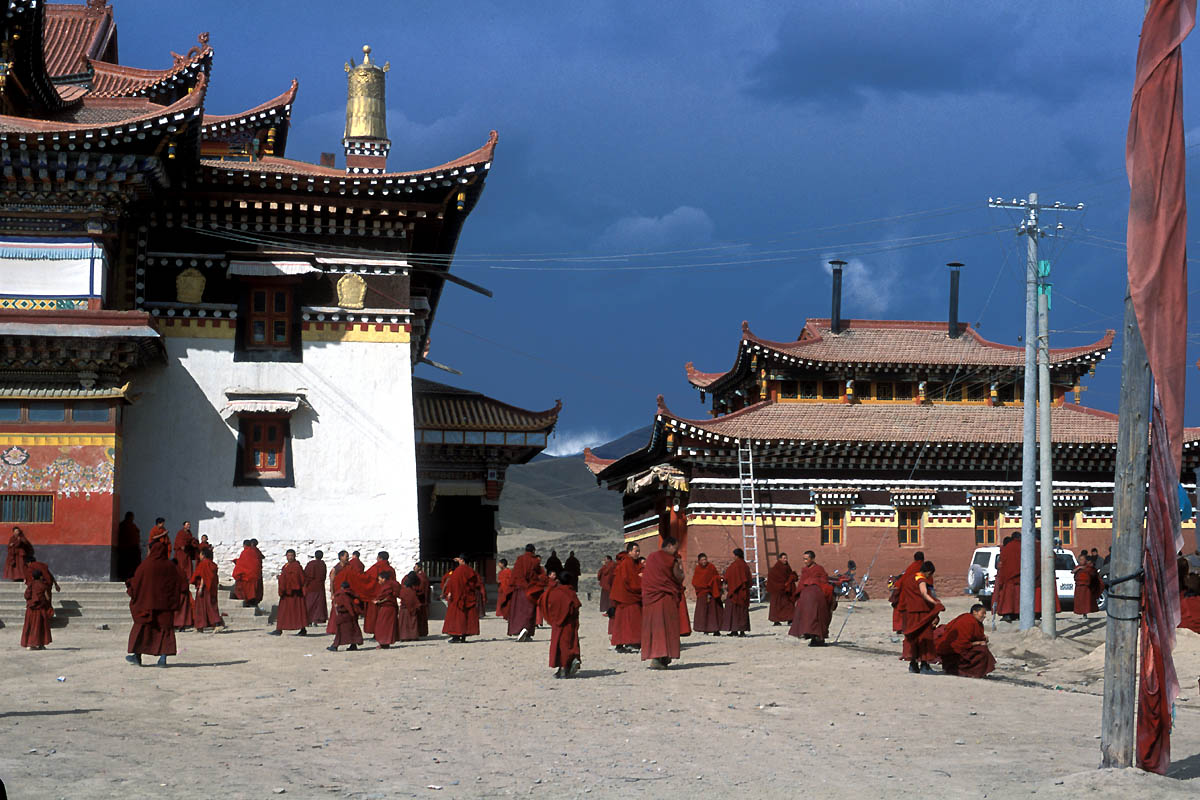
Le monastère Bönpa de Narshi Gonpa. Février 2003
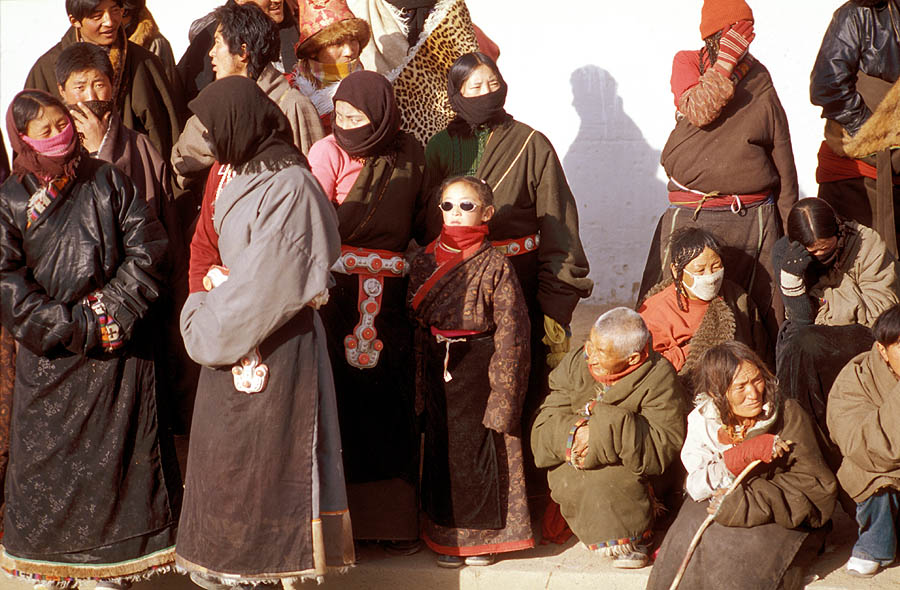
Tibétains d'Aba en 2003
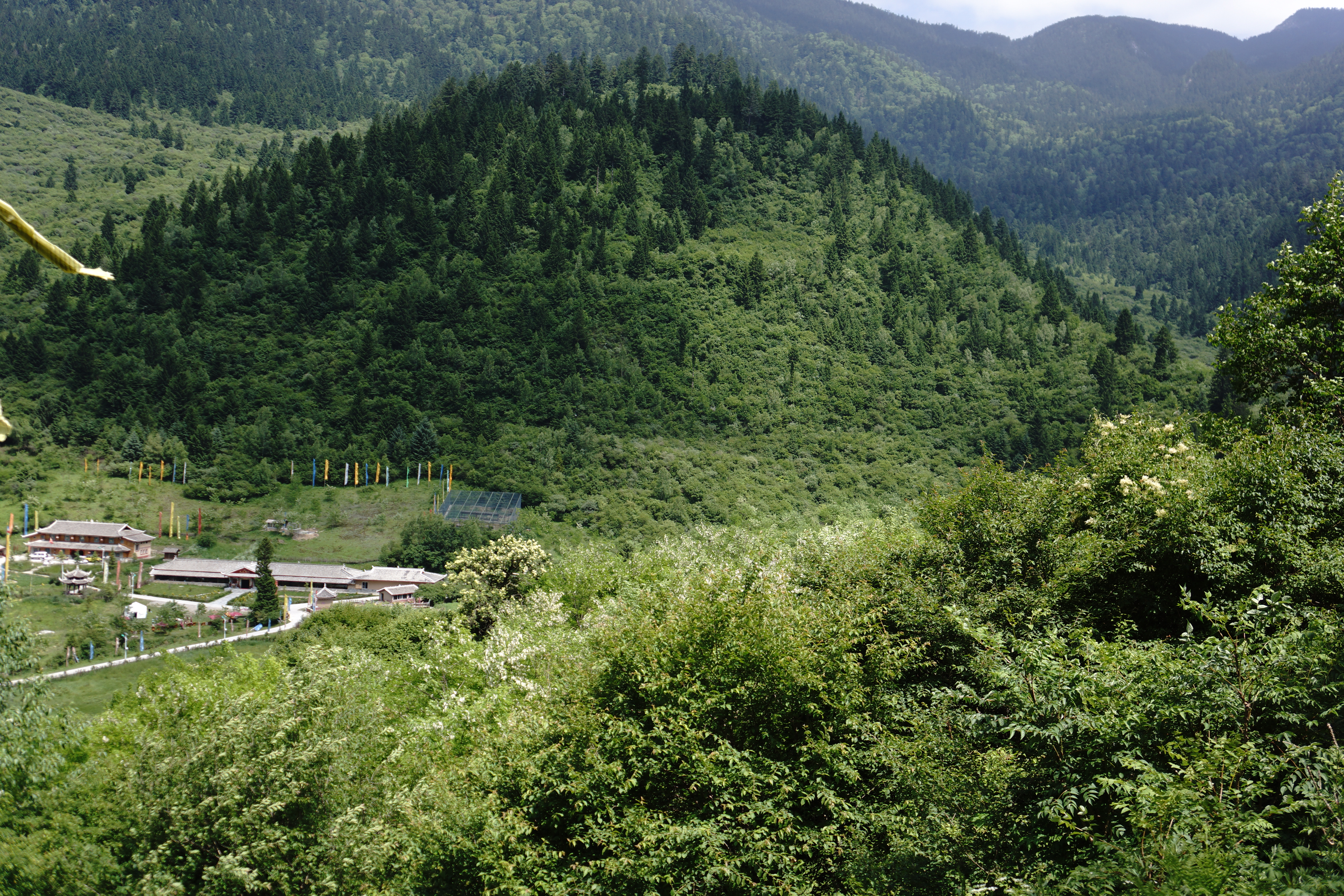
Centre équestre. Zhongchagou, xian d'Aba. Juin 2013
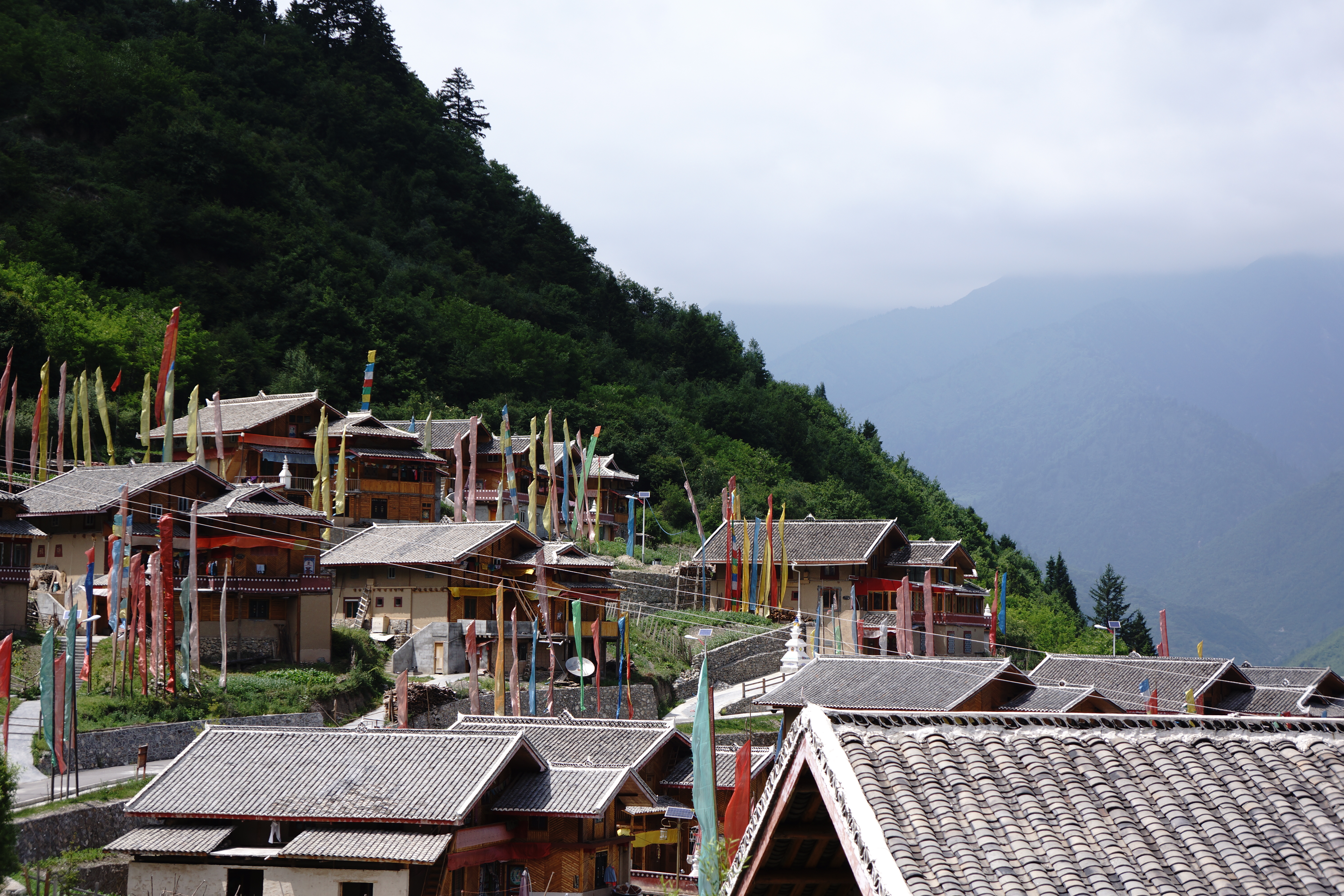
Maisons construites après le tremblement de terre. Zhongchagou. Juin 2013